# Nellie Öhgren
Nellie Öhgren, född den 30 augusti 2002, är en svensk innebandysspelare som spelar för Thorengruppen IBK och svenska damlandslaget.
Öhgren har bland annat tagit fem raka SM-guld. Med det svenska landslaget har hon tagit ett VM-guld år 2023 och ett silver i World Games år 2025.